# زبان فارسی (نشریه)
زبان فارسی نام یکی از مطبوعات استان فارس در دوران پهلوی دوم است.
این نشریه از سال ۱۳۲۹ ه‍.خ به‌وسیلهٔ محمدعلی ظرافت‌پیشه در شیراز به چاپ رسیده‌است.